# Shirokuma Café
Shirokuma Café (しろくまカフェ, littéralement Le café de l'ours polaire ou Le café d'Ours Polaire) est un manga d'Aloha Higa (ヒガ アロハ, Higa Aroha) racontant la vie quotidienne d'un groupe d'animaux se mélangeant aux humains dans un café tenu par un ours polaire. Il a été prépublié entre 2006 et 2013 dans le magazine Monthly Flowers de l'éditeur Shogakukan, et a été compilé en cinq volumes. Depuis août 2014, la série est publiée dans le magazine Cocohana de l'éditeur Shueisha sous le titre Shirokuma Café today's special.
Une adaptation en anime par le studio Pierrot a été diffusée au Japon entre avril 2012 et mars 2013. Dans les pays francophones, elle est diffusée en streaming par Crunchyroll.

## Personnages

### Personnages principaux
Ours polaire (シロクマ, Shirokuma)
Un ours blanc qui dirige le Café de l'Ours Polaire qui sert de la nourriture et des boissons à la fois à des humains et des animaux. Il aime faire des mauvais jeux de mots à ses amis et ses clients juste pour le plaisir d'entendre leurs répliques.
Panda (パンダ)
Un panda géant paresseux et bienveillant qui travaille comme panda à mi-temps dans un zoo. Il adore paresser et manger du bambou. Il est obsédé avec tous les objets qui rappelle les pandas et a tendance à pointer sa popularité au zoo et le fait qu'il soit mignon.
Manchot (ペンギン, Pengin)
Un manchot empereur habitué du café et ami avec Ours Blanc qui commande généralement du mocaccino. Il tombe amoureux d'une autre manchot nommée Penko.
Sasako (笹子)
Une humaine qui travaille au café. Elle a habité dans la même ville que Lama et aime faire des promenades à vélo.

### Autres animaux
Grizzly (グリズリー, Gurizurī)
Lama (ラマ, Rama)
Paresseux (ナマケモノ, Namakemono)
Panda à temps plein (常勤パンダ, Jōkin Panda)
Maman Panda (パンダママ, Panda-Mama)
Penko (ペン子)
Tortue (ゾウガメ, Zōgame)
Mei Mei (メイメイ)
Panda Roux (レッサーパンダ, Ressā Panda)

### Humains
Handa (半田)
Le gardien de zoo où Panda travaille. Même s'il est assez populaire avec les animaux du zoo, il n'a pas la même chance avec les femmes. Il est amoureux de Sasako.
Rintaro Hayashi (林 厘太郎, Hayashi Rintarō)
Un fleuriste surnommé ;Rin-Rin (リンリン) qui adore Panda et les pandas en général.
Kirino (桐野)
Masaki (マサキ)

## Manga
La publication du manga écrit et dessiné par Aloha Higa a débuté en 2006 dans le magazine Monthly Flowers publié par Shogakukan. La série a été mise en pause entre mai et juillet 2012 du fait de problèmes avec l'adaptation en anime,. Cinq volumes sont sortis entre le 26 mars 2008 et le 10 juillet 2013,.
En août 2014, la série revient sous le titre Shirokuma Café today's special dans le magazine Cocohana publié par Shueisha.

## Anime
L'adaptation en série télévisée d'animation a été annoncée en janvier 2012. Celle-ci est produite par le studio Pierrot avec une réalisation de Mitsuyuki Masuhara et un scénario de Toru Hosokawa. Elle a été diffusée sur TV Tokyo du 5 avril 2012 au 28 mars 2013. Hors du Japon, la série est diffusée en streaming par Crunchyroll en version originale sous-titrée en français, anglais ou espagnol.